# Exochus antiquus
Exochus antiquus là một loài tò vò trong họ Ichneumonidae.